# Tokugawa Ieyasu
Tairō Tokugawa Ieyasu (徳川 家康?; a volte erroneamente indicato come Iyeyasu; Okazaki, 31 gennaio 1543 – Shizuoka, 1º giugno 1616) è stato un militare giapponese, fondatore dello shogunato Tokugawa nel 1603, sebbene governasse già non ufficialmente il Giappone dal 1600, anno della battaglia di Sekigahara.
Il suo governo si concluse ufficialmente nel 1605, quando abdicò in favore del figlio Hidetada, ma continuò a esercitare fino alla sua morte il suo potere attraverso il governo del chiostro.
Con Ieyasu si aprì, per il Giappone, un nuovo capitolo: quello della dinastia dei Tokugawa, che fece del Giappone un paese sempre più isolazionista, in particolare verso l'Europa e verso il Cristianesimo.

## Biografia

### I primi anni (1543-1556)
Tokugawa Ieyasu nacque il 31 gennaio 1543 nel castello di Okazaki, nell'allora provincia di Mikawa. Il suo nome alla nascita era Matsudaira Takechiyo (松平 竹千代?) ed era figlio di Matsudaira Hirotada (1526-1549), daimyo di Mikawa che spese la maggior parte del suo tempo in guerra con i clan degli Oda e degli Imagawa. Il clan Matsudaira era diviso: una parte dei samurai volevano diventare vassalli del clan Imagawa, mentre l'altra (a cui appartenevano Takechiyo e Hirotada) preferiva gli Oda. Questa faida familiare fu la causa dell'assassinio di Matsudaira Kiyoyasu (?-1536), padre di Hirotada e nonno di Takechiyo. Diversamente da suo padre e dalla maggioranza del suo ramo familiare, Hirotada considerava gli Imagawa come il male minore e a causa di ciò i suoi parenti supportarono gli Oda ancora più fortemente. Nel 1548 il clan Oda invase il Mikawa e Hirotada si rivolse a Imagawa Yoshimoto, il capo del clan Imagawa, per ottenere aiuto contro l'invasione. Yoshimoto impose una condizione - disse a Hirotada di inviare Takechiyo a Sumpu come ostaggio in esilio. Hirotada acconsentì, anche contro le proteste della famiglia Matsudaira. Takechiyo venne inviato a Sumpu con altri uomini non appartenenti ai Matsudaira che dovevano fungere da ostaggi, ma che dovevano anche servire Takechiyo.
Oda Nobuhide, il leader degli Oda, venne a saperlo e attaccò il seguito di Takechiyo, che fu rapito e confinato nel Castello di Kowatari nella provincia di Owari. Nobuhide minacciò di mettere a morte Takechiyo se Hirotada non avesse troncato tutti i legami con gli Imagawa. Hirotada replicò dicendo che il sacrificio di suo figlio avrebbe dimostrato quanto seriamente avrebbe mantenuto il suo patto. Takechiyo venne risparmiato. Nel 1549 Hirotada morì di morte naturale e poco dopo morì anche Nobuhide. I già indeboliti Oda si trovarono perciò in una situazione ancora peggiore e i Matsudaira erano rimasti senza leader, pertanto gli Imagawa si trovarono a essere in vantaggio e Yoshimoto inviò un esercito, al comando di Imagawa Sessai, il fratello più giovane di suo padre, per attaccare il castello degli Oda dove Oda Nobuhiro, figlio maggiore di Nobuhide e nuovo capo degli Oda viveva. Sessai, che era anche un brillante uomo di stato, prese il castello e catturò come ostaggio Nobuhiro. Comunque offrì a Oda Nobunaga, secondo figlio di Nobuhide, di rendere il castello e risparmiare la vita di Nobuhiro solo se Takechiyo fosse stato reso agli Imagawa. Nobunaga acconsentì con riluttanza e il castello venne reso agli Oda, mentre Oda Nobuhiro divenne il nuovo capo clan degli Oda. Nel frattempo Sessai ritornò a Sumpu con Takechiyo. Takechiyo crebbe in Sumpu, ma i suoi parenti a Mikawa erano ora preoccupati del futuro della famiglia Matsudaira, adesso che gli Oda erano indeboliti e che i Matsudaira erano vassalli degli Imagawa.

### Ascesa al potere (1556-1584)
Nel 1556 Takechiyo raggiunse l'età adulta e cambiò il suo nome in Matsudaira Motoyasu. Gli venne permesso di ritornare alla sua nativa Mikawa e gli Imagawa gli ordinarono di combattere il clan Oda in una serie di battaglie. Motoyasu vinse la sua prima battaglia a Terabe, cominciando a farsi un nome. In questo periodo Oda Nobuhiro morì e il comando del clan degli Oda passò a suo fratello più giovane, Oda Nobunaga. Poco dopo il clan Matsudaira e i soldati di Mikawa cominciarono a chiedere maggiore autonomia dagli Imagawa. Yoshimoto assemblò 20.000 soldati (molti di essi provenienti da Mikawa) e marciò verso Kyoto - il primo daimyō a farlo dal 1538. Motoyasu venne inviato da Mikasa con i suoi uomini per attaccare la fortezza di Marune. Riuscendo a catturare il forte di Motoyasu e i suoi uomini, vi si insediarono per difenderlo. A causa di ciò evitarono la sanguinosa Battaglia di Okehazama combattuta vicino a Kyoto nella quale Imagawa Yoshimoto morì e gli Imagawa vennero sconfitti. Motoyasu si ritirò con i suoi uomini a Mikawa e infine, morto Yoshimoto decise di liberarsi dell'influenza degli Imagawa.
Motoyasu decise di allearsi con gli Oda, stringendo un patto segreto con Oda Nobunaga. La segretezza era dovuta al fatto che la maggior parte della famiglia Matsudaira - inclusa la moglie di Motoyasu e il suo figlio ancora in fasce, Hideyasu - erano ancora tenuti in ostaggio a Sumpu dal nuovo capoclan degli Imagawa, il figlio di Yoshimoto, Imagawa Ujizane. Nel 1561, Motoyasu e i suoi uomini marciarono contro la fortezza di Imagawa di Kaminojo, conquistandola e avvisando così Nobunaga che Motoyasu non era più fedele agli Imagawa. Motoyasu uccise il comandante del castello, Udono Nagamochi, e prese in ostaggio sua moglie e i suoi due figli. Ujizane, calcolando che gli Udono fossero seguaci più importanti dei Matsudaira, rilasciò i suoi ostaggi Matsudaira in cambio della moglie e figli di Udono.
Libero di agire Motoyasu cominciò a riformare il clan Matsudaira dopo anni di decadimento e a pacificare Mikawa. Curò e rinforzò gli interessi dei suoi vassalli ricompensandoli con terre. Distribuì anche castelli ai seguaci e vassalli più importanti (tra cui Honda Tadakatsu, Ishikawa Kazumasa, Kōriki Kiyonaga Sakai Tadatsugu, e Sakakibara Yasumasa), i cui castelli sarebbero stati presi e ridistribuiti nel 1566.
Nel 1564, Motoyasu sconfisse il Mikawa monto, un gruppo militaristico anti-Matsudaira, rischiando anche la propria vita quando venne colpito da un proiettile che però non riuscì a penetrare la sua armatura. Nel 1567 avanzò una petizione all'Imperatore del Giappone Ōgimachi per cambiare il suo nome familiare in Tokugawa e prendere il nome di Tokugawa Ieyasu. Così facendo iniziò anche a sostenere di discendere dal clan Minamoto attraverso il clan Nitta e, quindi, di discendere dalla Famiglia Imperiale. Allo stesso tempo scelse un ramo familiare separato che asseriva di discendere dai clan Fujiwara. Gli storici moderni ipotizzano che Ieyasu stesse mentendo sulla sua discendenza imperiale, che venne semplicemente usata (come fecero gli Ashikaga prima di lui) per legittimare il suo potere e la sua superiorità sugli altri daimyo.

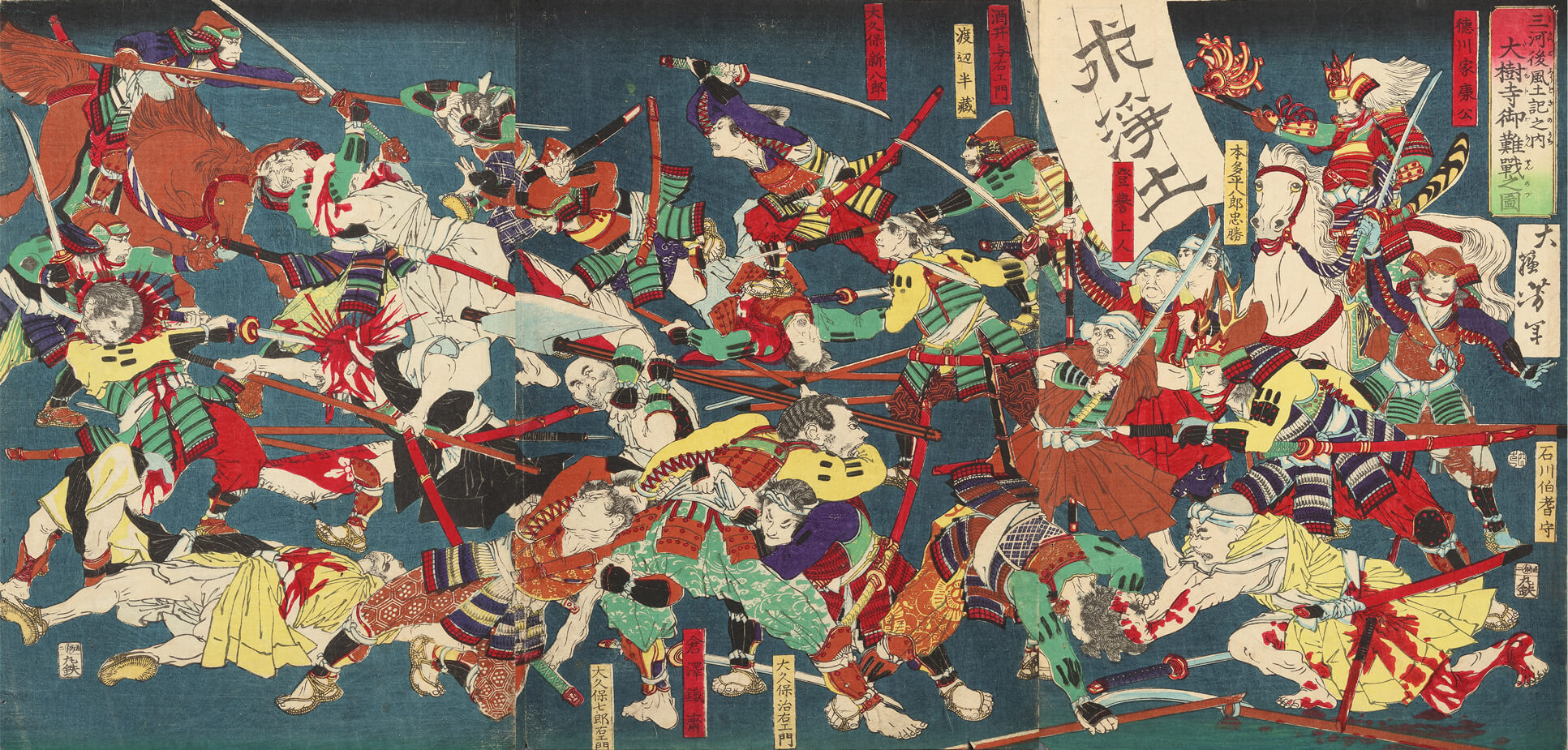
Un Ukiyo-e rappresentante la Battaglia di Azukizaka del 1564 in cui Tokugawa Ieyasu reprime la ribellione degli Ikkō-ikki

Sebbene la famiglia Tokugawa fosse simbolicamente indipendente non poteva ancora sopravvivere senza il clan Oda ed erano soggetti di Oda Nobunaga stesso. Quando Nobunaga marciò su Kyōto nel 1568 diventando il leader de-facto del Giappone, molte delle sue truppe appartenevano ai Tokugawa. Allo stesso tempo Ieyasu era ansioso di espandere i suoi territori. Egli e Takeda Shingen, capo del clan Takeda, di provincia di Kai, strinsero un patto per annettere Tōtōmi, ma, successivamente, Shingen occupò Suruga e la capitale degli Imagawa, Sumpu. L'accordo Takeda-Tokugawa stava declinando e Ieyasu diede anche riparo al suo precedente nemico, Imagawa Ujizane, promettendogli di restituirgli Totomi e Suruga. Allo stesso tempo Ieyasu tentò anche di stringere un'alleanza con Uesugi Kenshin, capo del clan Uesugi e acerrimo nemico del clan Takeda. Una volta stretta la nuova alleanza Ieyasu si mosse dalla sua capitale Hamamatsu in Mikawa verso Totomi (dove sarebbe stato più vicino a Shingen).
I territori degli Imagawa erano ormai stati completamente assorbiti dalla sfera di influenza Tokugawa e il clan Imagawa era diventato vassallo dei Tokugawa, mentre il clan Uesugi mantenne una forte alleanza. I Tokugawa e i Takeda erano pronti alla guerra. Ieyasu aveva ancora il supporto di Nobunaga, ma questo pensava che alcune delle azioni di Ieyasu fossero pericolose e irritanti. Comunque nel 1570 Ieyasu condusse 5.000 suoi uomini in aiuto di Nobunaga alla Battaglia di Anegawa contro i clan Asai e Asakura a dimostrazione che l'alleanza Tokugawa-Oda era ancora salda. Nonostante ciò Ieyasu non sarebbe stato capace di aiutare Nobunaga per altri due anni, perché nel 1571 il clan Takeda attaccò.
Nel 1572 i Takeda sottrassero il castello di Futamata a Ieyasu e più tardi Shingen sconfisse Ieyasu alla battaglia di Mikatagahara, dove Ieyasu perse quasi la sua vita mentre conduceva le sue truppe. Comunque Takeda Shingen morì nel 1573 e gli successe il figlio ed erede designato Takeda Katsuyori che riuscì a conquistare il castello di Takatenjin nel 1574. Sebbene questo fosse un porto importante per i Tokugawa la scalata militare dei Takeda era quasi al termine. Nel 1575 Katsuyori attaccò il Castello di Nagashino in Mikawa e Ieyasu chiese aiuto a Nobunaga. Quando Nobunaga si mostrò riluttante a attaccare i Takeda, Ieyasu minacciò di fare pace con il clan Takeda e attaccare le posizioni del clan Oda nelle province di Owari e Mino. Nobunaga cambiò idea e condusse un esercito a Mikawa. L'esercito Oda-Tokugawa, forte di 38.000 uomini, inflisse il 28 giugno 1575 una devastante sconfitta ai Takeda ma ancora per alcuni anni Takeda Katsuyori organizzò frequenti raid contro i territori dei Tokugawa e degli Oda.
Nel 1579 la moglie di Ieyasu e il suo figlio più anziano, Tokugawa Nobuyasu, vennero accusati di aver cospirato con Takeda Katsuyori per assassinare Nobunaga. La moglie di Ieyasu venne decapitata e Nobuyasu venne forzato a commettere seppuku. Ieyasu nominò allora come successore il suo terzo e favorito figlio Tokugawa Hidetada, poiché il suo secondo figlio doveva essere adottato da un altro samurai in ascesa, Toyotomi Hideyoshi.
Nel 1582 un'altra forza combinata Oda-Tokugawa attaccò e sconfisse l'esercito Takeda, nella Battaglia di Temmokuzan. Takeda Katsuyori, così come il suo figlio maggiore ed erede, Takeda Nobukatsu, commisero seppuku. Con i Takeda che non erano più una minaccia, Ieyasu poteva aiutare Nobunaga nella sua campagna di riunificazione del Giappone. Per il suo aiuto Ieyasu ricevette il controllo de jure della provincia di Suruga (inclusa Sumpu) e delle aree confinanti con i possedimenti del clan Hojo. I Tokugawa e gli Hojo si allearono, dato che Ieyasu era amico di Hōjō Ujinori, fratello minore del capo del clan Hojo, Hōjō Ujimasa.
Alla fine del 1582 Ieyasu si trovava a Sakai, provincia di Settsu, quando ricevette la notizia della morte di Oda Nobunaga causata da Akechi Mitsuhide. Ieyasu ritornò a Mikawa temendo che come alleato di Oda sarebbe stato assassinato anche lui. Ieyasu non voleva attaccare il clan Akechi, condotto da Mitsuhide, ma i Tokugawa si avvantaggiarono della situazione e conquistarono le province di Kai e Shinano dopo una vittoria decisiva alla battaglia di Yamazaki. Hojo Ujimasa, sentendosi minacciato inviò truppe a Kai. Non vi furono combattimenti e entrambe le fazioni decisero per la pace. Per salvare la faccia Ieyasu diede alcune terre in Kai e Shinano agli Hojo. Ieyasu iniziò a modificare la sua base amministrativa sul modello dell'ormai defunto Takeda, assumendo bande di uomini Takeda nell'esercito Tokugawa. Nel 1583 i principali candidati a condurre il Giappone erano Toyotomi Hideyoshi (il padre adottivo del secondo figlio di Ieyasu) e Shibata Katsuie. Ieyasu rimase neutrale in questo conflitto, ma Hideyoshi sconfisse i Katsuie nella battaglia di Shizugatake nel 1583, e dopo che Shibata Katsuie ebbe commesso seppuku, Toyotomi Hideyoshi e il suo clan divennero i governanti de-facto del Giappone.

### La strada verso Sekigahara (1584-1600)

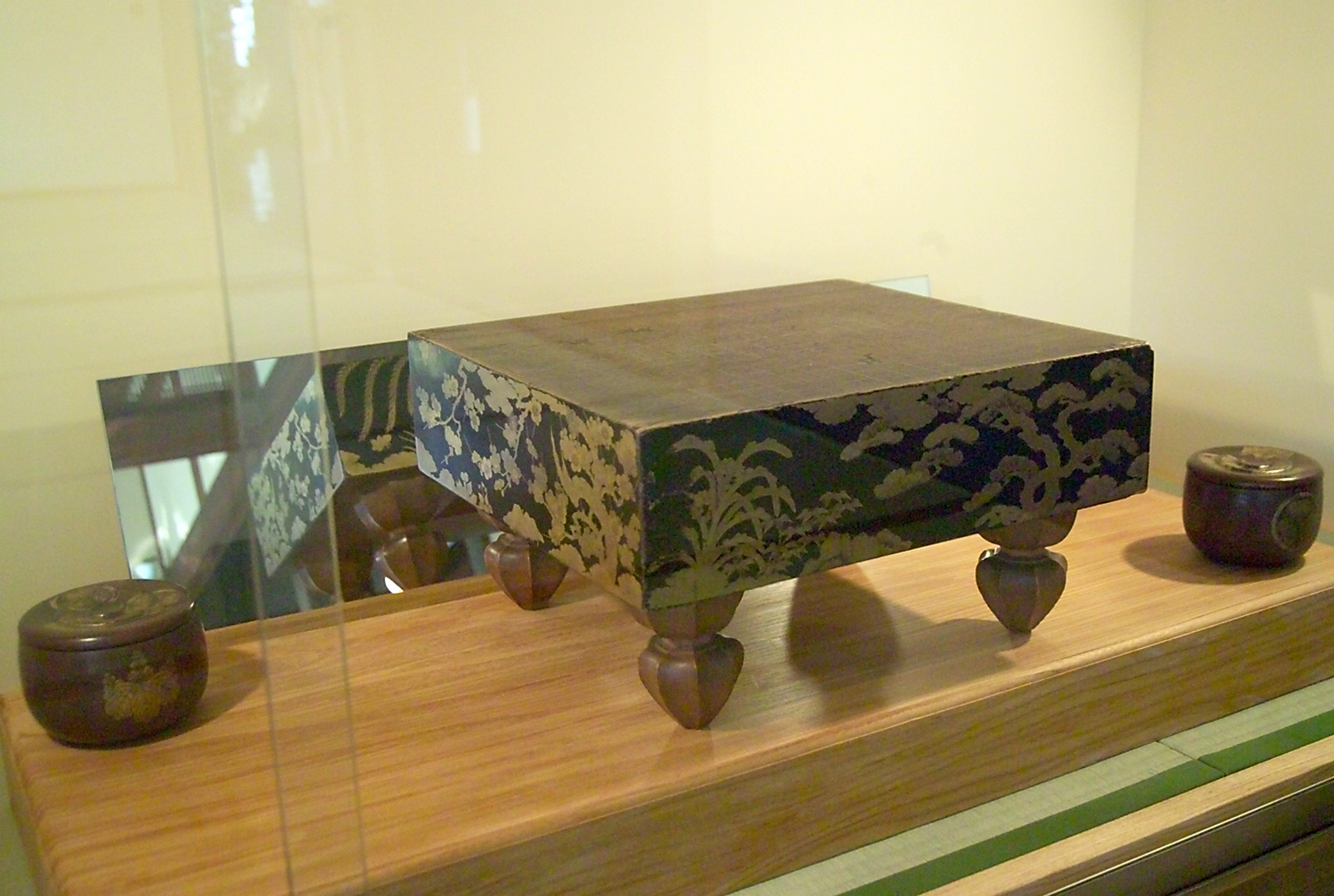
Hideyoshi e Ieyasu giocavano a Go su questo tavolo

Nel 1584 Ieyasu decise di supportare Oda Nobukatsu, il figlio maggiore ed erede di Oda Nobunaga, con l'intenzione di provocare Hideyoshi in battaglia, dato che gli Oda erano rimasti indeboliti a causa della scomparsa di Nobunaga e i Tokugawa erano ora molto più forti (sebbene i governanti Toyotomi fossero più potenti di entrambi). Con il consenso di Oda Nobukatsu, i Tokugawa occuparono la provincia di Owari, base del potere Oda in uno sforzo di costringere Hideyoshi a scendere sul campo di battaglia. Hideyoshi rispose inviando un esercito in Owari e iniziando la campagna di Komaki e Nagakute. Ieyasu vinse l'unica battaglia degna di nota della campagna, la Battaglia di Nagakute e per la fine del 1584 vi fu una tregua tra i Toyotomi/Oda e i Tokugawa. Infatti nel frattempo Oda Nobukatsu aveva cambiato fazione per salvarsi, stringendo una tregua separata con Hideyoshi molto prima di quella tra Ieyasu e Hideyoshi. Il clan Oda e i loro territori (inclusa Owari) furono annessi alle terre Toyotomi, segnando la fine del potere politico degli Oda. Ieyasu si recò a Osaka nel 1585, e promise di sospendere i combattimenti contro Hideyoshi.
Nonostante ciò la Campagna di Komaki rese Hideyoshi diffidente nei confronti di Ieyasu e ci fu una sola occasione (la campagna di Odawara nel 1590) in cui Toyotomi e Tokugawa combatterono insieme. Nel 1585 Ishikawa Kazumasa abbandonò Ieyasu per unirsi a Hideyoshi, dopodiché Ieyasu riformò tutta la struttura militare sul modello dei Takeda. I Tokugawa non parteciparono alla sottomissione di Shikoku (1585) da parte di Hideyoshi, né alla campagna di Kyūshū, ma fecero da forza cuscinetto tra Toyotomi e gli Hōjō negli anni 1580. Ieyasu fece del suo meglio a favore di Hōjō Ujimasa, ma infine i Tokugawa presero le parti di Toyotomi nel 1589, l'anno nel quale cominciò la campagna di Odawara.
Durante l'Invasione di Hideyoshi dei territori del clan Hōjō nel 1590, Ieyasu stesso condusse 30.000 uomini in battaglia. Le forze Toyotomi-Tokugawa misero sotto assedio la città di Odawara. Durante questo periodo Hideyoshi e Ieyasu si avvicinarono - tanto che Hideyoshi propose un patto: avrebbe dato a Ieyasu le otto province del Kantō in cambio delle cinque province che erano il territorio tradizionale dei Tokugawa e dei loro antenati Matsudaira, detenuti correntemente da Ieyasu. Nel 1590 gli Hōjō vennero sconfitti e le loro terre annesse a quelle dei Toyotomi, ponendo fine a 450 anni di regno del clan.
Al termine di ciò Ieyasu concesse le sue cinque province di Mikawa, Totomi, Suruga, Shinano e Kai e spostò la sua nuova base di potere nella regione del Kantō, insediandosi nella città castello di Edo. Era ormai riconosciuto come uno dei maggiori signori del paese. Circondato dal mare e dalle montagne era molto lontano dall'area principale della politica giapponese e poteva vantare un'autonomia da Toyotomi che nessun altro in Giappone aveva a quel tempo.
Nel 1592 Hideyoshi invase la Corea in un tentativo di attaccare la Cina e l'India: Sebbene gli eserciti giapponesi riuscirono a prendere il controllo della capitale, furono continuamente bersaglio della guerriglia coreana in tutto il montagnoso paese. I Tokugawa non presero parte a questo attacco, Ieyasu rimase stazionato nel Kyūshū così che, probabilmente, Hideyoshi potesse tenerlo d'occhio. Nonostante la sua assenza i suoi vassalli consolidarono le nuove terre dei Tokugawa a Edo. Nel 1598 i giapponesi si ritirarono dalla Corea e Ieyasu tornò a Edo.
Nel 1593 Hideyoshi ebbe un figlio ed erede, Toyotomi Hideyori. Nel 1598 convocò una riunione per determinare i sei reggenti che avrebbero governato nel nome di suo figlio dopo la sua morte. I sei a essere scelti come reggenti (tairō) per Hideyori furono Maeda Toshiie, Mōri Terumoto, Ukita Hideie, Uesugi Kagekatsu, Kobayakawa Takakage e Tokugawa Ieyasu.

### Verso la Battaglia di Sekigahara (1598-1603)

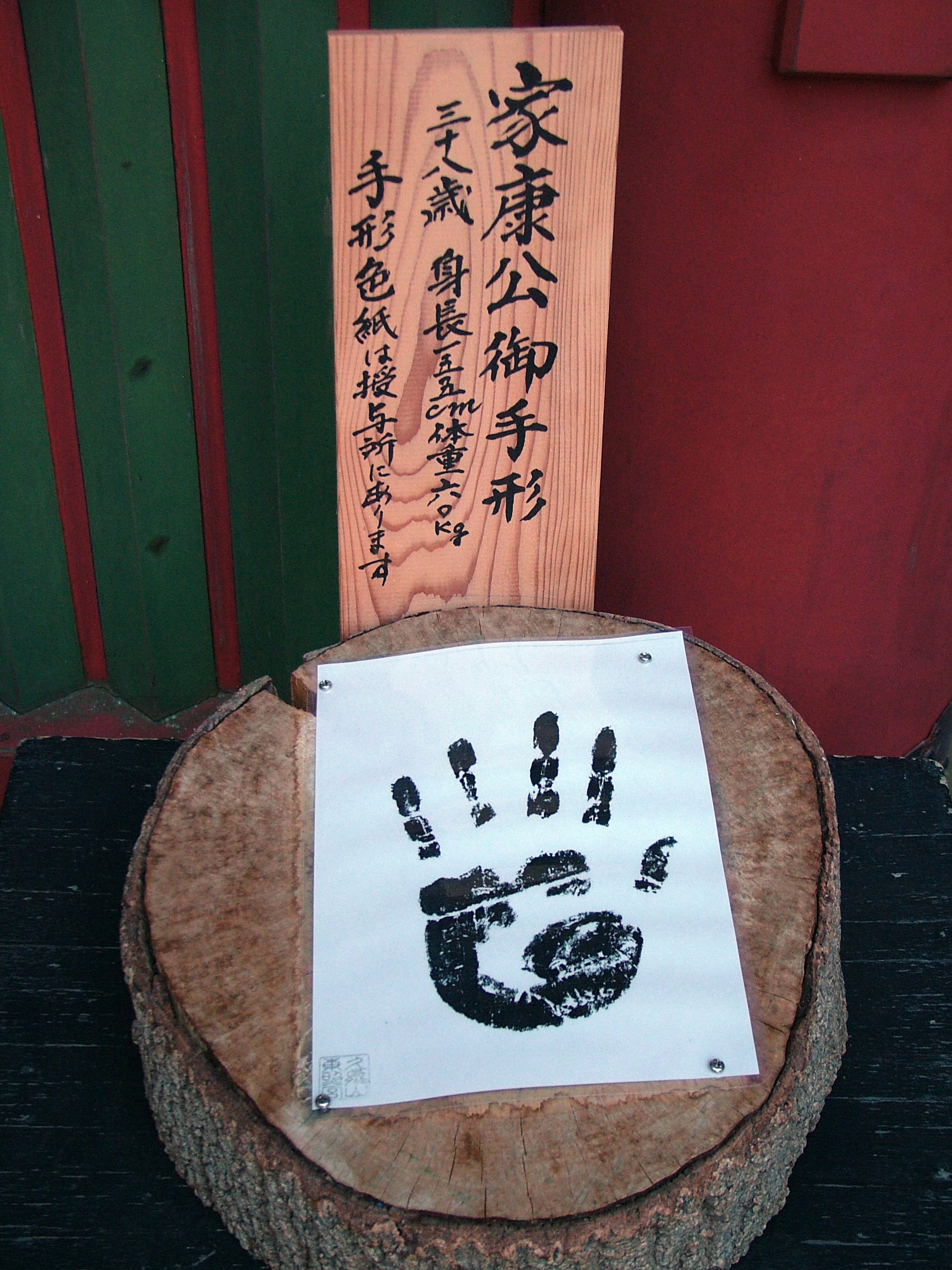
Impronta della mano di Ieyasu al Kunozan Toshogu

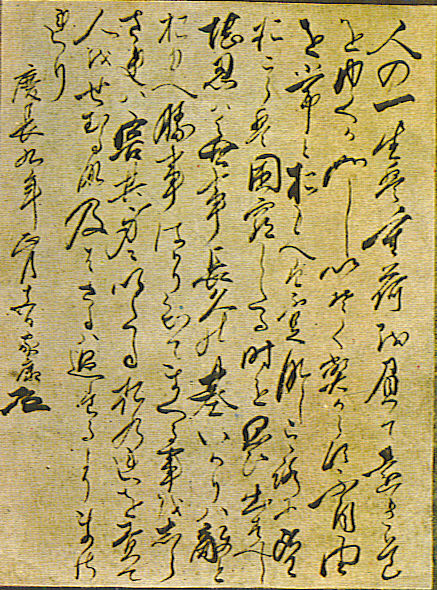
Precetti sul successo della vita di Tokugawa Ieyasu della collezione del Nikkō Tōshō-gū

Toyotomi Hideyoshi morì infine nel 1598. Gli succedette il suo figlio ed erede Hideyori, messo ufficialmente alle cure di uno dei reggenti Maeda Toshiie. Non appena Hideyoshi morì Ieyasu, che al contrario dei due predecessori mirava all'unificazione del Giappone per motivi personali, cominciò a stringere alleanze con varie famiglie anti-Toyotomi alienandosi gli altri reggenti. Dopo la morte di Toshiie nel 1599, Ieyasu condusse le sue truppe fino a Fushimi e occupò il Castello di Osaka, facendo infuriare gli altri quattro reggenti (Takakage era già morto). L'opposizione contro Ieyasu venne valorosamente condotta da Ishida Mitsunari, che non era un reggente ma aveva già tentato di assassinare Ieyasu nel 1599. Alcuni dei comandanti generali di Ieyasu volevano uccidere Mitsunari, ma questi trovò ironicamente riparo presso Ieyasu.
L'"amicizia" tra i due si ruppe presto. C'erano due fazioni - quella "orientale" che sosteneva Tokugawa Ieyasu e quella "occidentale" sostenitrice di Ishida Mitsunari. Mitsunari era determinato ad attaccare per primo e si alleò con il reggente Uesugi Kagekatsu che possedeva un feudo non troppo lontano da Edo. Ishida voleva che Uesugi tenesse occupate le truppe di Ieyasu abbastanza a lungo da permettere alla Fazione Occidentale di occupare Edo e sconfiggere la Fazione Orientale. Nel giugno 1600 Kagekatsu e Ieyasu iniziarono a combattere. Ieyasu marciò con i suoi alleati, i clan Date e Mogami per sconfiggere Uesugi e condusse un esercito a occidente per sconfiggere il clan Ishida in ottobre. Ishida riprese Fushimi da Ieyasu e sebbene questo fosse un grande successo, richiese un tempo molto lungo.
Nella provincia di Shinano 36.000 uomini dei Tokugawa, condotti da Tokugawa Hidetada, figlio ed erede di Ieyasu, erano stazionati senza alcuna ragione apparente; Ieyasu sapeva però che il clan Kobayakawa, condotto da Kobayakawa Hideaki, stava progettando di abbandonare Ishida e che il clan Mōri non progettava di combattere.
La battaglia di Sekigahara iniziò il 21 ottobre 1600 e vi presero parte un totale di 160.000 uomini. Le fazioni Ishida e Tokugawa si affrontarono in campo aperto, mentre i Kobayakawa e i Mori erano stazionati sulle montagne, fattore che avrebbe deciso la battaglia. Hidetada che era stato convocato da Shinano non era ancora arrivato. Infine quando i Tokugawa parevano ormai sconfitti i Mori e i Kobayakawa arrivarono in loro aiuto sconfiggendo e schiacciando Ishida. La battaglia di Sekigahara fu una vittoria dei Tokugawa e della Fazione Orientale, la Fazione Occidentale era stata polverizzata, i clan Kobayakawa e Mori si allearono con i Tokugawa e nel giro di pochi giorni Ishida Mitsunari e altri generali della fazione occidentale vennero decapitati. Tokugawa Hidetada arrivò in ritardo perdendo l'occasione di partecipare alle ostilità.
Immediatamente dopo la vittoria di Sekigahara Ieyasu ridistribuì le terre ai propri vassalli che l'avevano servito. Chi aveva giurato alleanza a lui prima della battaglia venne detto fudai daimyo, mentre chi aveva giurato alleanza dopo la battaglia venne detto tozama daimyo. Ieyasu lasciò alcuni daimyo occidentali intatti, come il clan Shimazu, ma altri vennero completamente aboliti. Toyotomi Hideyori si ritirò a vita privata presso il Castello di Osaka, mentre Tokugawa Ieyasu era ora de facto il governante del Giappone.

### Lo shogun Tokugawa Ieyasu (1603-1605)
Nel 1603 Tokugawa Ieyasu ricevette il titolo di shōgun dall'imperatore Go-Yōzei, all'età di 60 anni. L'erede di Ieyasu era ancora suo figlio Tokugawa Hidetada. Come shōgun, portò a termine la decadenza del potere della famiglia imperiale iniziata nel 1192 con l'ambizione di Minamoto no Yoritomo, inaugurando il bakufu Tokugawa, il terzo governo di uno shogunato (dopo i Minamoto e gli Ashikaga), governo che avrebbe deciso le sorti del Giappone per molti anni a venire. Iniziava così il periodo Edo che sarebbe durato fino al 1868.
Sorprendentemente dopo un breve periodo abdicò da shōgun nel 1605. Gli successe il figlio ed erede, Tokugawa Hidetada, che divenne il secondo Shogun della dinastia Tokugawa.

### Regno claustrale dello Shogun Ieyasu (1605-1616)

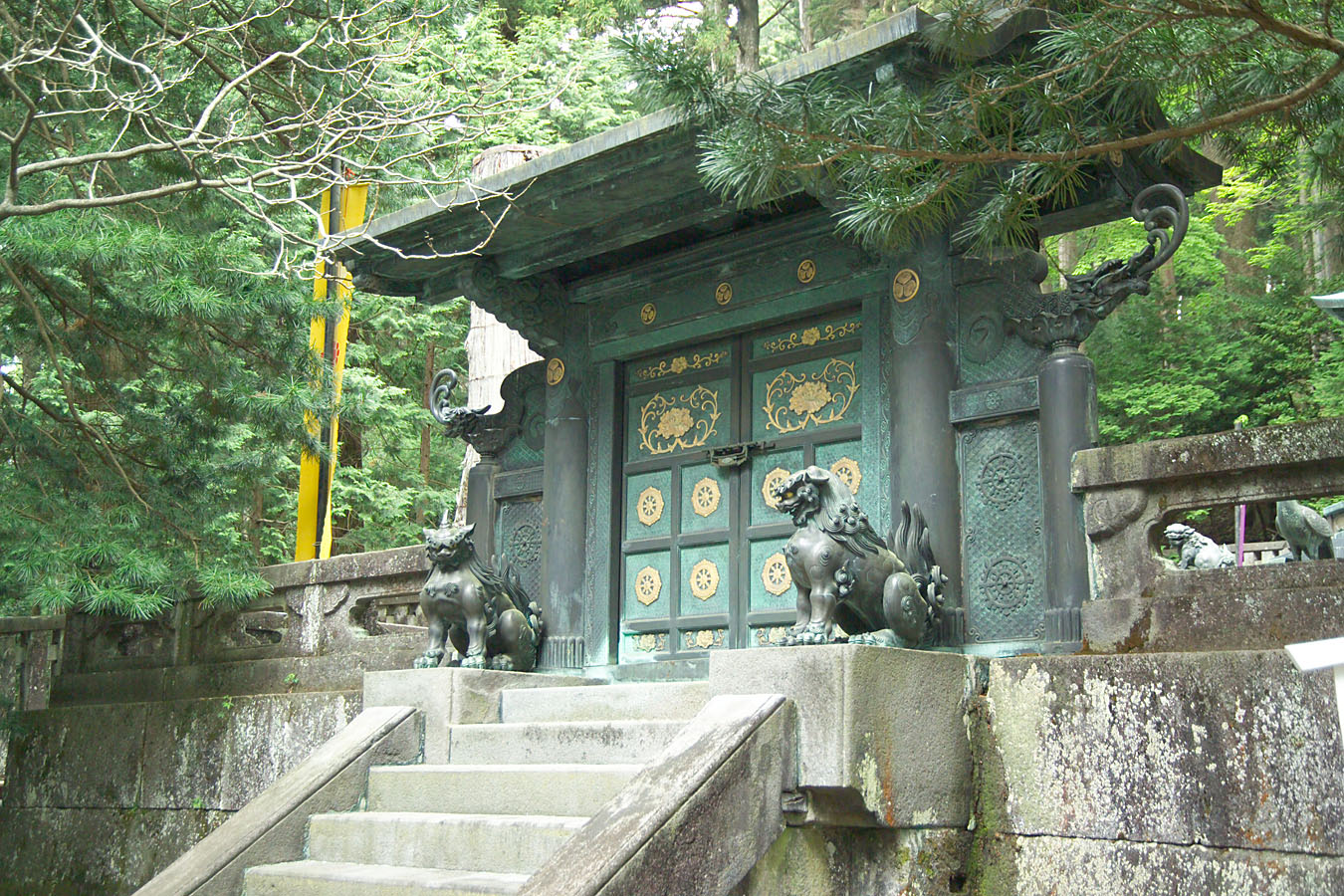
Tomba di Ieyasu a Tōshō-gū

Nonostante la sua abdicazione a favore di Hidetada, Ieyasu mantenne la posizione di Shogun Ritirato (Ogosho), rimanendo comunque il governante effettivo del Giappone fino alla sua morte. Ieyasu si ritirò a Sumpu, dove supervisionò la costruzione del Castello di Edo. Nel 1609 diresse le trattative diplomatiche con i Paesi Bassi e la Spagna.
Nel 1611 Ieyasu alla testa di 50.000 uomini visitò Kyoto per testimoniare l'incoronazione dell'imperatore Go-Mizunoo, sebbene suo figlio fosse ufficialmente lo shōgun. A Kyoto Ieyasu ordinò ai daimyo occidentali di firmare un giuramento di fedeltà a lui. Nel 1613 compose un documento conosciuto come Kuge Shohatto, che metteva i nobili di corte sotto stretto controllo e li rese figure di rappresentanza cerimoniali, prive di potere effettivo. Nel 1614 firmò l'Editto di Espulsione dei Cristiani e bandì il cristianesimo, espulse tutti gli stranieri e vietò ai cristiani giapponesi di praticare la loro religione, molti di questi fuggirono nelle Filippine spagnole.
Nel 1615 preparò il Buke Shohatto, un documento che fissava il futuro del regime Tokugawa.

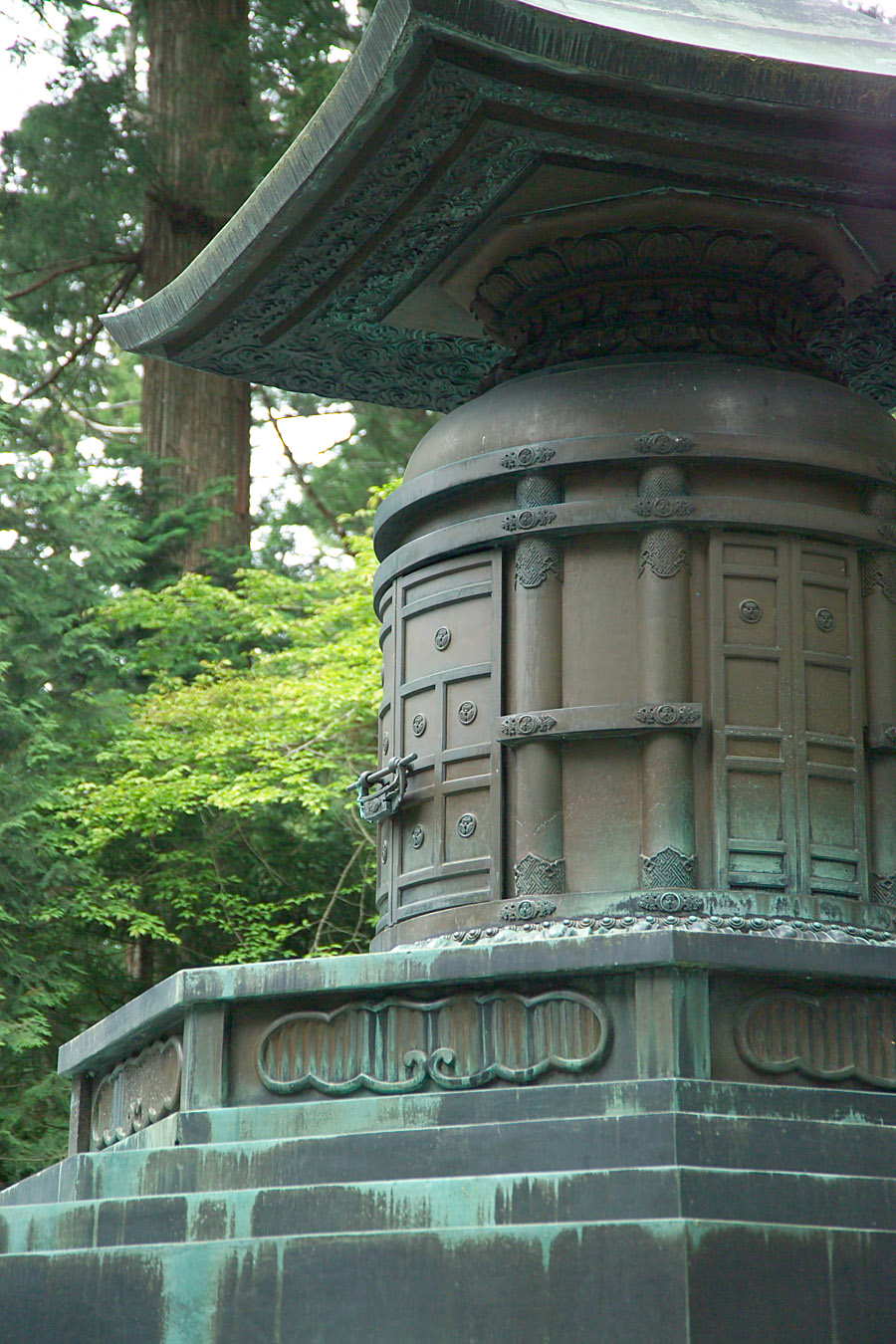
Urna che contiene le ceneri di Tokugawa Ieyasu, conservata a Nikkō

Al culmine del primo periodo Edo avvenne l'Assedio di Osaka del 1614-1615. Hideyori viveva ancora nel castello di Osaka e non progettava di ribellarsi contro Ieyasu, ma Ieyasu usò un pretesto per avere la scusa di attaccare. All'inizio i Tokugawa vennero respinti dai resti dei Toyotomi, condotti da un ansioso Hideyori, ma Ieyasu ordinò un controattacco. I Tokugawa, condotti dallo Shogun Hidetada, posero un lungo assedio al Castello di Osaka. Infine alla fine del 1615, il castello cadde nello loro mani e Hideyori, sua madre (Yodogimi, la vedova di Hideyoshi) il suo bambino ed erede commisero seppuku. Sua moglie Senhime (pronipote di Ieyasu), venne salvata da Ieyasu e non subì il fato del marito, figlio e suocera. I Tokugawa erano ora liberi di sviluppare il Giappone.
Nel 1616 Ieyasu si ammalò e morì nel suo letto all'età di 73 anni. Ebbe molti figli e si spense in pace sapendo che aveva creato molti rami della famiglia per continuare la sua dinastia. Venne sepolto nel tempio di Nikkō Tōshō-gū a Nikkō nella prefettura di Tochigi.

## Onorificenze
- Primo grado senior (正一位, shō ichi-i) (14 aprile 1617, postumo)

## Famiglia

### Genitori
- Padre: Matsudaira Hirotada
- Madre: Odai no Kata (1528-1602)

### Fratelli

#### Dalla parte del padre
- Matsudaira Iemoto
- Naitō Nobunari
- Ichibahime (morta nel 1593)
- Matsudaira Chikayoshi
- Yadahime sposò Matsudaira Yasutada
- Matsudaira Tadamasa (1544-1591)
- Shooko Eike

#### Dalla parte della madre
- Hisamatsu Sadakatsu
- Matsudaira Yasumoto (1552-1603)
- Matsudaira Yasutoshi (1552-1586)
- Take-hime (1553-1618) sposò Matsudaira Tadamasa, poi Matsudaira Tadayoshi e infine Hoshina Masanao

### Mogli e concubine
Ebbe due mogli e diciannove concubine:
- Mogli:
  - Lady Tsukiyama
  - Asahi no kata
- Concubine:
  - Acha no Tsubone
  - Saigō-no-Tsubone
  - Kageyama-dono (1580-1653) conosciuta come Oman no Kata e successivamente Yoju-in
  - Lady Oman (1548-1620) successivamente Chosho-in
  - Okame no Kata (1573-1642) successivamente Sooin
  - Lady Chaa
  - Okaji no Kata
  - Tomiko (morta nel 1628) successivamente Shinshuin
  - Nishigori no Tsubone (morta 1606) successivamente Hasuin
  - Otake no Kata (1555-1637) successivamente Ryoun-in
  - Omatsu no Kata successivamente Hokoin
  - Otoma no Kata (1564-1591) successivamente Myoshin-in
  - Oume no Kata (1586-1647) successivamente Renge-in
  - Ohisa no Kata (morta nel 1617) successivamente Fushoin
  - Onatsu no Kata (1581-1660) successivamente Seishunin
  - Oroku no Kata (1597-1625) successivamente Yogen-in
  - Shimoyama-dono (1567-1591) successivamente Myosin-in
  - Osen no Kata (morta nel 1619) successivamente Taiei-in
  - Omusu no Kata (morta nel 1692) successivamente Seiei-in

### Figli
Ebbe undici figli e cinque figlie:

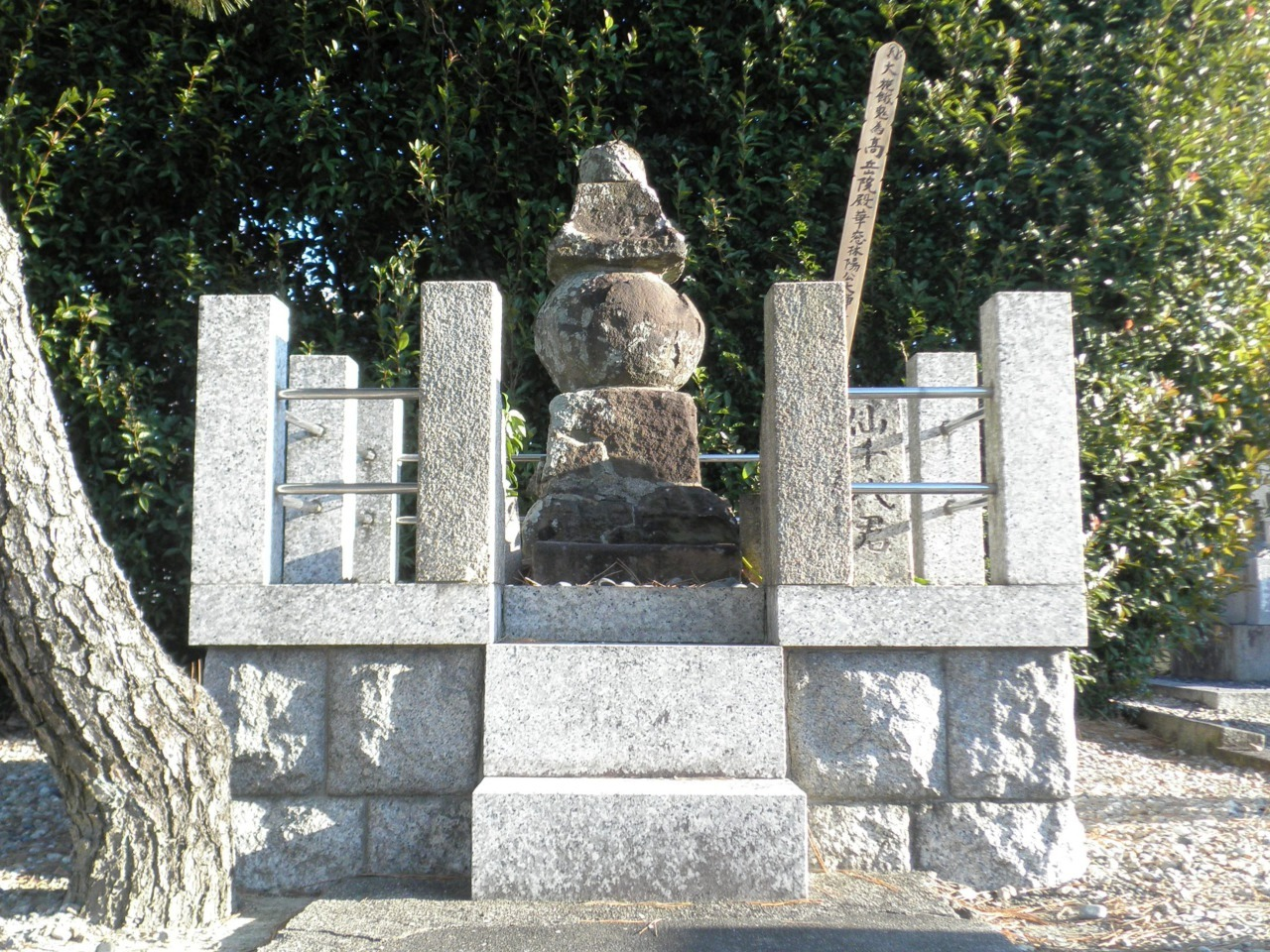
Tomba di Matsudaira Senchiyo

- Matsudaira Nobuyasu (dalla moglie ufficiale Lady Tsukiyama)
- Kamehime (dalla moglie ufficiale, Lady Tsukiyama)
- Toku-hime da Nishigori no Tsubone
- Yūki Hideyasu da Lady Oman
- Tokugawa Hidetada da Saigō-no-Tsubone, in seguito noto come il secondo Shogun dei Tokugawa
- Matsudaira Tadayoshi da Saigō-no-Tsubone
- Furi-hime (1580-1617) da Otake, sposò prima Gamō Hideyuki e poi Asano Nagaakira, successivamente nota come Shosei-in
- Takeda Nobuyoshi da Otoma
- Matsudaira Tadateru da Lady Chaa
- Matsudaira Matsuchiyo da Lady Chaa
- Matsudaira Senchiyo (1595-1600) da Okame no Kata
- Tokugawa Yoshinao da Okame no Kata
- Tokugawa Yorinobu da Kageyama-dono
- Tokugawa Yorifusa da y Kageyama-dono
- Matsuhime (nata nel 1605) da Ohisa
- Ichi-hime (1607-1610) da Okaji

Le sue figlie furono Kame hime (亀姫), Toku hime (督姫), Furi hime (振姫), Matsu hime (松姫) and Ichi hime (市姫). Ebbe molta cura dei suoi figli, dei nipoti e pronipoti, assegnando a tre di loro, Yorinobu, Yoshinao, e Yorifusa, lo stato di daimyō dei domini di Kii, Owari, e Mito.

### Figli adottivi
- Matsudaira Ieharu (1579-1592) figlio di Okudaira Nobumasa
- Matsudaira Tadaaki
- Matsudaira Tadamasa (1580-1614)
- Komatsuhime, figlia di Honda Tadakatsu, sposata con Sanada Nobuyuki ebbe due figli e una figlia: Sanada Nobuyoshi dominio di Numata, Sanada Nobumasa del dominio di Ueda e Manhime
- Matehime (morta nel 1638), figlia di Matsudaira Yasumoto, sposò Tsugaru Nobuhira ed ebbe un figlio: Tsugaru Nobufusa (1620-1662) del dominio di Kuroishi
- Kamehime (1597-1643), figlia di Honda Tadamasa sposò Ogasawara Tadazane ed ebbe due figli e una figlia: Ogasawara Nagayasu, Ogasawara Naganobu, Ichimatsuhime che sposò Kuroda Mitsuyuki
- Ei-hime (1585-1635), figlia di Hoshina Masanao sposò Kuroda Nagamasa ed ebbe tre figli: Kuroda Tadayuki del dominio di Fukuoka, Kuroda Nagaoki, Kuroda Takamasa
- Kumahime (1595-1632) figlia di Hisamatsu Sadakatsu sposò Yamauchi Tadayoshi del dominio di Tosa ed ebbe un figlio: Yamauchi Tadatoyo
- Renhime (1582-1652) figlia di Matsudaira Yasunao sposò Arima Toyouji del dominio di Kurume ed ebbe due figli: Arima Yoritsugu e Arima Tadayori
- Kunihime (1595-1649) figlia di Honda Tadamasa sposò Hori Tadatoshi e successivamente Arima Naozumi da cui ebbe un figlio: Arima Yasuzumi
- Hisatsu-in figlia di Matsudaira Yasumoto sposò Tanaka Tadamasa e successivamente Matsudaira Narishige
- Jomyo-in figlia di Matsudaira Yasumoto sposò Nakamura Kazutada e successivamente Mōri Hidemoto
- Toumei-in (morta nel 1639) figlia di Matsudaira Yasuchika sposò Ii Naomasa ed ebbe un figlio, Ii Naokatsu
- Kikuhime (1588-1661) figlia di Okabe Nagamori sposò Nabeshima Katsushige ed ebbe tre figli: Nabeshima Tadanao, Nabeshima Naozumi, Nabeshima Naotomo
- Shojo-in (1582-1656) figlia di Mizuno Tadashige sposò Katō Kiyomasa
- Teishoin (1591-1664) figlia di Hoshina Masanao sposò Koide Yoshihide ed ebbe due figli: Koide Yoshishige, Hoshina Masahide
- Shosen'in figlia di Makino Yasunari sposò Fukushima Masanori
- figlia di Hoshina Masanao sposò Anbe Nobumori ed ebbe un figlio: Anbe Nobuyuki

## Nella cultura di massa

### Letteratura
Tokugawa Ieyasu è presente in alcuni romanzi celebri:
- La storia dell'ascesa al potere dei Tokugawa è stata fonte di ispirazione per James Clavell nel romanzo Shōgun. Clavell usa il nome Toranaga per riferirsi ai Tokugawa.
- Tokugawa Ieyasu è spesso citato nell'opera di Eiji Yoshikawa Musashi, che ha come inizio il termine della battaglia di Sekighara.
- Tokugawa Ieyasu è un personaggio importante della trilogia gialla del "Mistero del Samurai" dello scrittore Dale Furutani.
  - Appare in particolare nel terzo libro (A morte lo Shogun), dove lo vediamo intento a gestire i pericolosi giochi politici dei daimyo che lo circondano.
- È inoltre uno dei personaggi principali dell'anime Sasuke, il piccolo ninja di Sampei Shirato.
- Ieyasu ha un ruolo importante nella storia a fumetti La grande battaglia di Lilith, personaggio di Luca Enoch edito dalla Sergio Bonelli Editore, episodio ambientato durante la battaglia di Sekigahara.

### Cinema
- Ieyasu compare, interpretato da Kaoru Kobayashi, nel film del 2023 Kubi, incentrato sull'incidente di Honnō-ji.

### Videogiochi
- Tokugawa è il leader della civiltà giapponese nel primo (versione SNES), terzo e quarto capitolo della serie Civilization.
- È anche il leader della civiltà giapponese in Age of Empires III: The Asian Dynasties.
- Compare anche come personaggio della serie Samurai Warriors, della Koei, ma nel primo è un personaggio non giocabile.
- È presente anche in Nioh, videogioco action sviluppato dal Team Ninja.

### Serie TV
- Nelle due miniserie televisive intitolate Shōgun (la prima del 1980; la seconda del 2024), basate entrambe sull'omonimo romanzo del 1975 scritto da James Clavell, il personaggio di Yoshii Toranaga è ispirato a Tokugawa Ieyasu, ed è interpretato rispettivamente da Toshirō Mifune e da Hiroyuki Sanada.